# Mark Sedgwick
Mark Sedgwick (20 de julho de 1960) é um historiador britânico, professor de Estudos Árabes e Islâmicos na Universidade de Aarhus. Publicou vários artigos científicos e livros sobre Terrorismo, Sufismo, Misticismo e Islamismo.
Ele é o editor de Anarchist, Artist, Sufi: The Politics, Painting, and Esoterism of Ivan Aguéli, além de dois livros sobre perenialismo e Sufismo Ocidental, além de escrever sobre Sufismo no mundo árabe. Ele é o organizador da Rede Europeia de Estudo do Islã e do Esoterismo e presidente da Sociedade Nórdica para Estudos do Oriente Médio.

## Principais obras
- “Neo-Sufism,” em: Cambridge Companion to New Religious Movements , editado por Olav Hammer e Mikael Rothstein, Cambridge: Cambridge University Press (2012): 198-214.
- “Em Busca da Contra-Reforma: Estereótipos Anti-Sufi e a resposta do Budshishiyya”, em: Uma Reforma Islâmica? Editado por Charles Kurzman e Michaelle Browers, Lanham, Md: Lexington Books (2004): 125-46.
- Contra o Mundo Moderno: Tradicionalismo e a História Intelectual Secreta do Século XX , Nova York: Oxford University Press (2004). (lançado em português)